# Лестничная башня

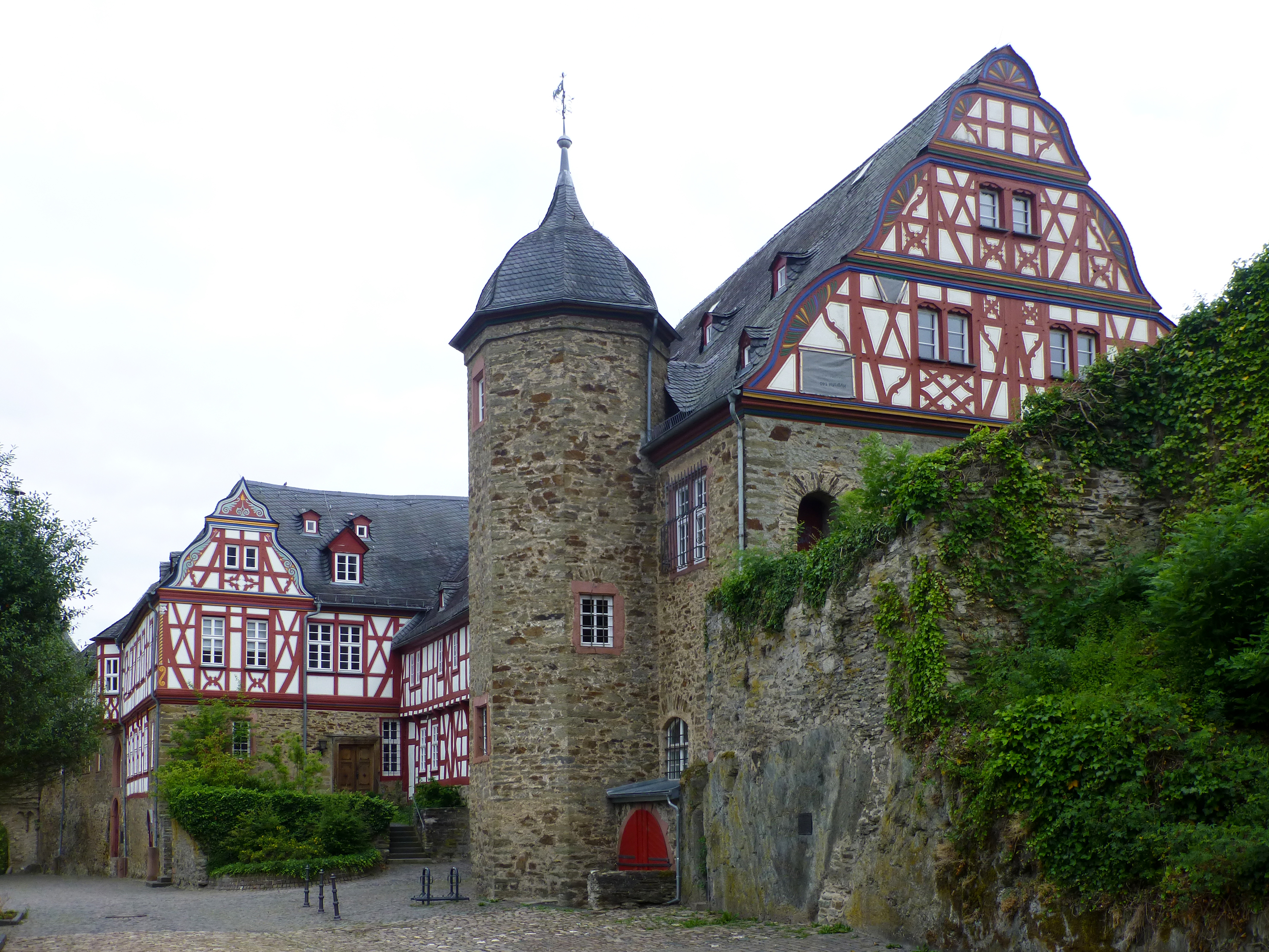
Лестничная башня замка Идштайн

Лестничная башня — специальная пристройка к основному зданию с лестницей внутри. Это сооружение позволяло перемещаться между этажами здания. Как правило, подобный тип лестниц был винтовой и чаще всего использовался в замках. Сама лестничная башня примыкала вплотную к многоэтажному зданию и строилась, как правило, из камня. Чаще всего снаружи подобные башни имели круглую или многогранную форму. В средневековых замках они несли ещё и фортификационную функцию.

## История
Во времена античности лестничные башни встречались очень редко. Известно лишь несколько примеров. В частности, башня в Императорских термах в Трире. Однако с началом активного строительства крепостей и замков в Средние века лестничные башни получили очень широкое распространение. Их возводили у донжонов, бергфридов, монастырских сооружений, церквей и дворцов. Они часто встречаются как в сооружениях романского, так и готического стиля. 
Со времён Ренессанса лестничные башни стали важным декоративным элементом роскошных резиденций. Вместо компонента оборонительной системы они стали играть роль особого архитектурного украшения. Теперь такие лестницы часто строили не с узкими окнами-бойницами, а с широкими окнами или открытыми пространствами. Их всё чаще возводили не только винтовыми. Большое значение придавалось представительности сооружения: богато украшались потолок, фасадная часть и перила (например, замок Шамбор, Палаццо Барберини, замки Азе-лё-Ридо или Шенонсо). Всё чаще лестницы строили прямыми с промежуточными просторными площадками. К XIX веку во вновь возводимых сооружениях лестничные башни стали редкостью, так как парадные и прочие лестницы архитекторы старались сделать частью внутреннего интерьера. 
В современных высотных промышленных сооружениях нередко можно встретить железобетонные лестничные башни, как отдельную часть здания.

## Средневековые лестничные башни
Чаще всего лестничные башни возводили во внутреннем дворе замкового комплекса в каком-нибудь углу. В более редких случаях — в основном в трёхнефных церквях — нижняя часть лестничной башни могла находиться внутри самого собора, а её верхняя часть была видна снаружи (например, бывшая церковь аббатства Сен-Мену). В эпоху раннего Средневековья лестничные башни не имели входа снаружи. Лишь в эпоху Возрождения вход стали всё чаще предусматривать непосредственно из двора замковой резиденции. 
Как правило, средневековые лестничные башни возводились на отдельном фундаменте и являлись автономной постройкой.

## Галерея

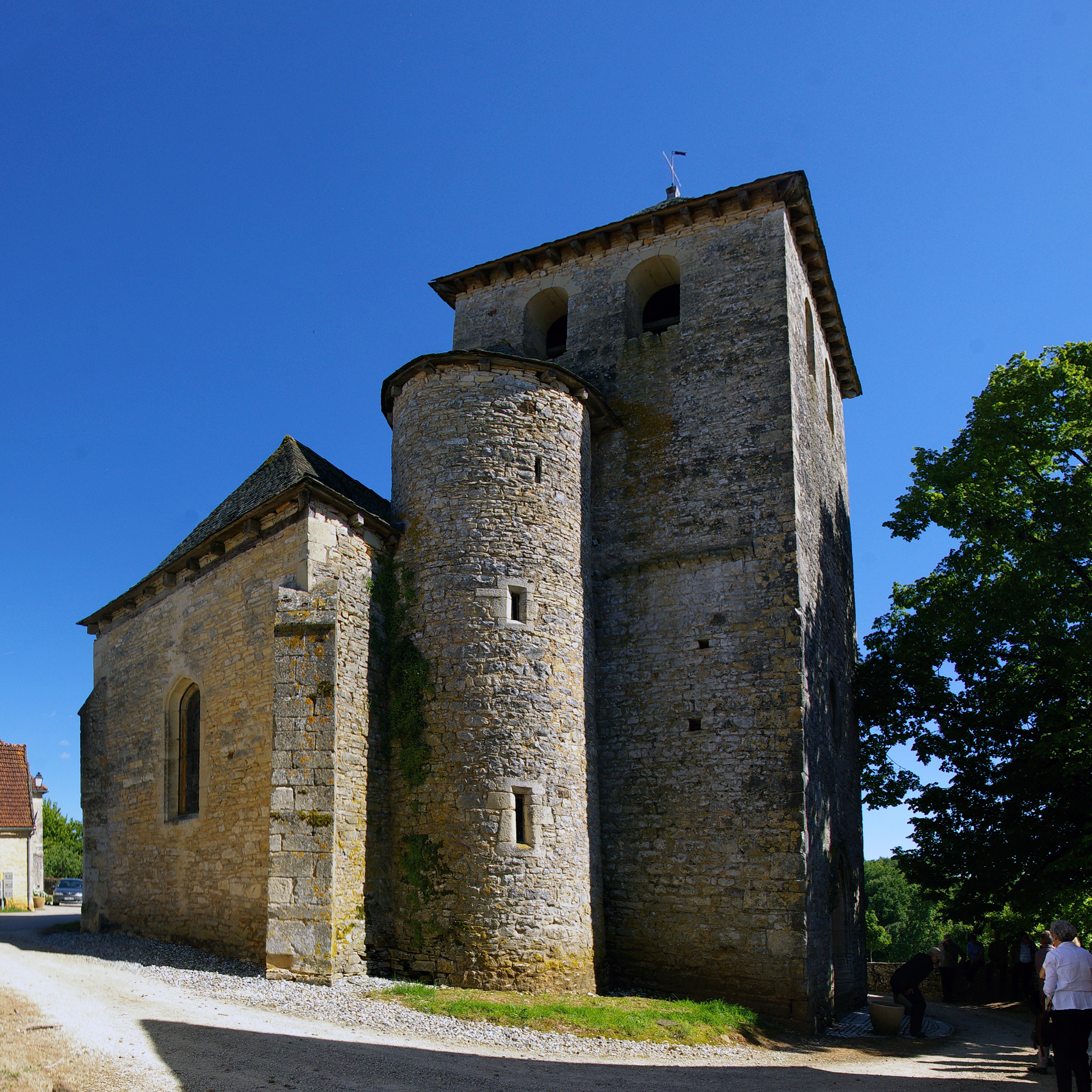
Лестничная башня в романской церкви Сен-Пьер в Рампо[фр.]
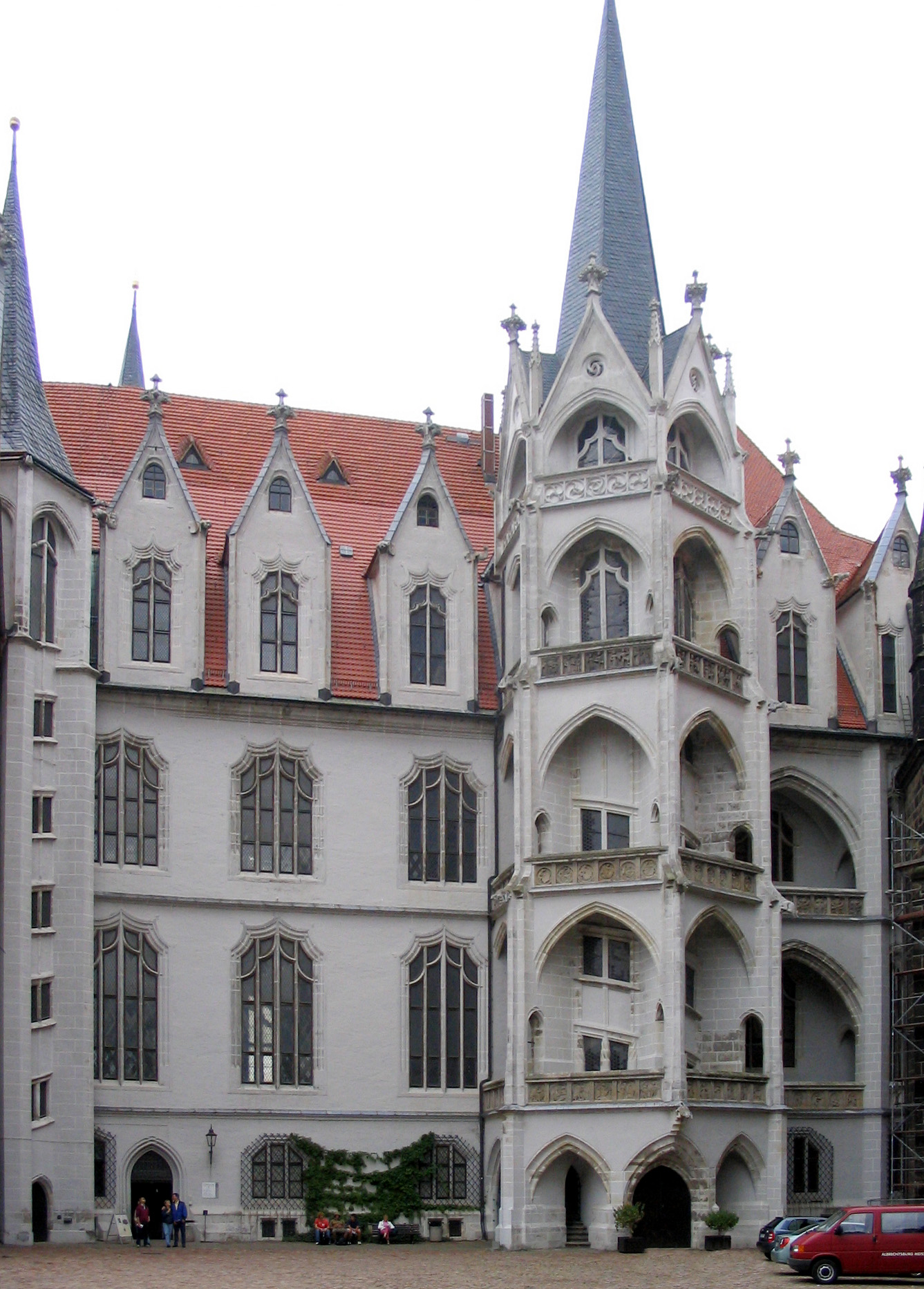
Лестничная башня в Альбрехтсбурге
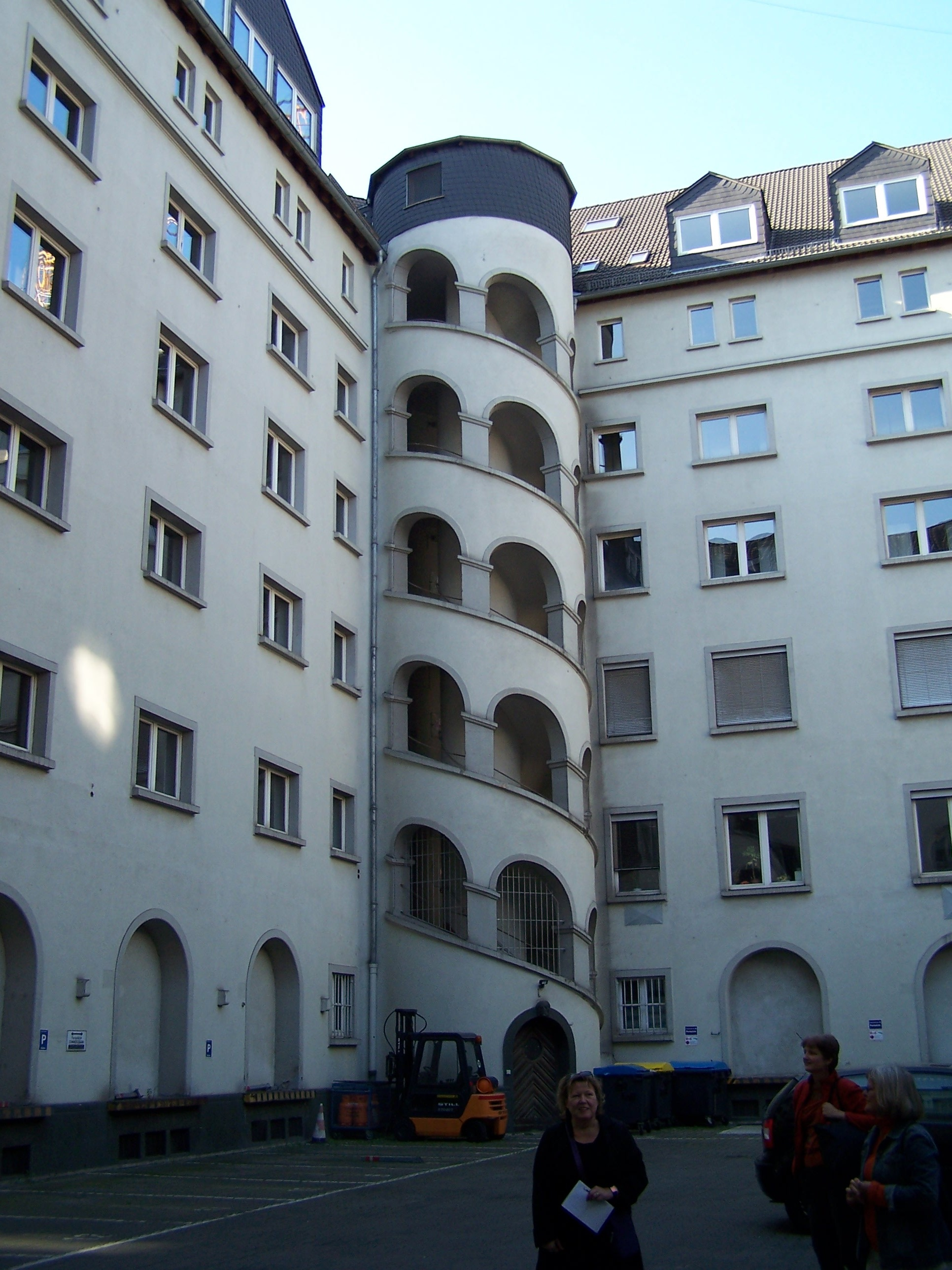
Лестничная башня в жилом комплексе в Франкфурте-на-Майне 1900 года
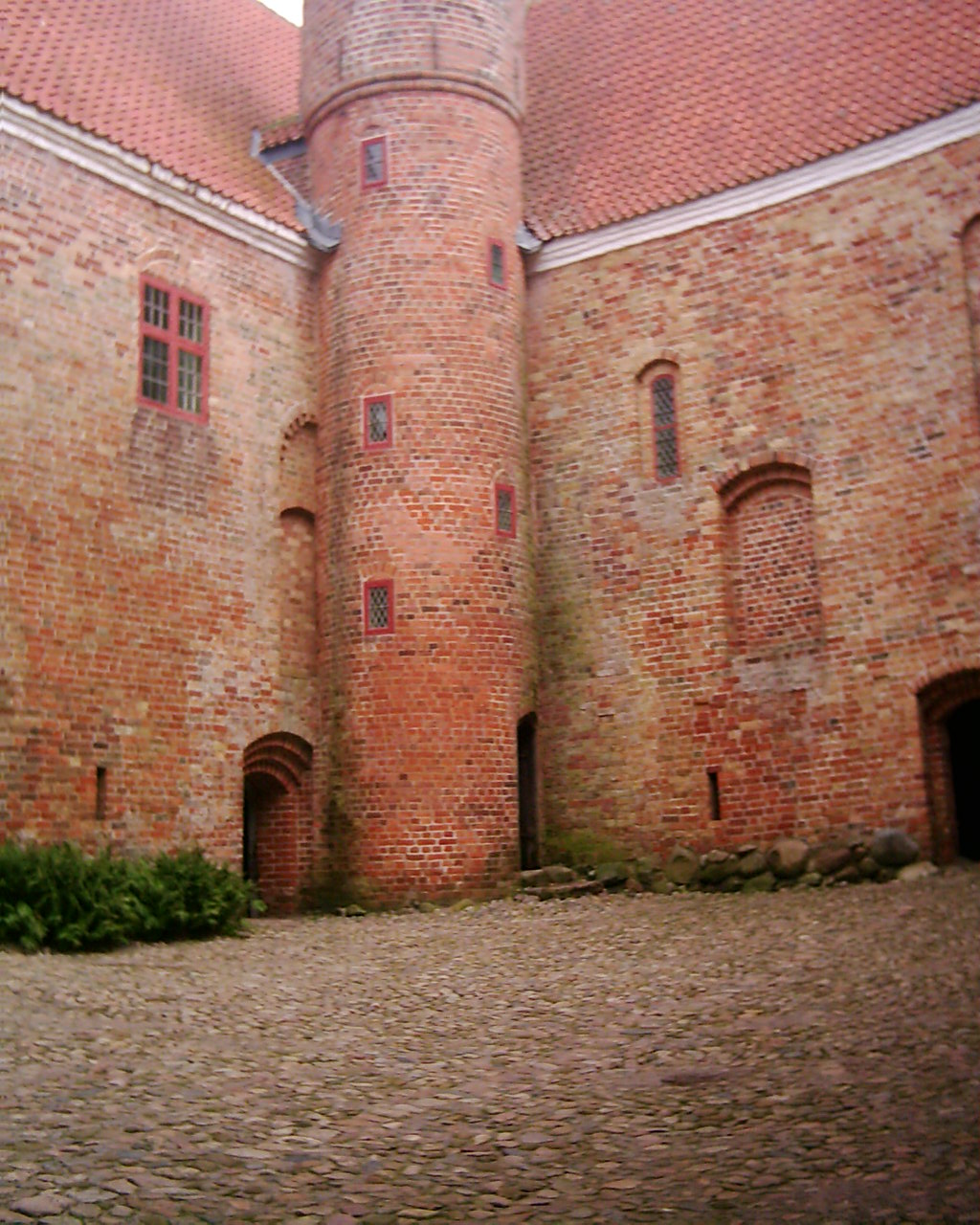
Лестничная башня в замке Споттруп
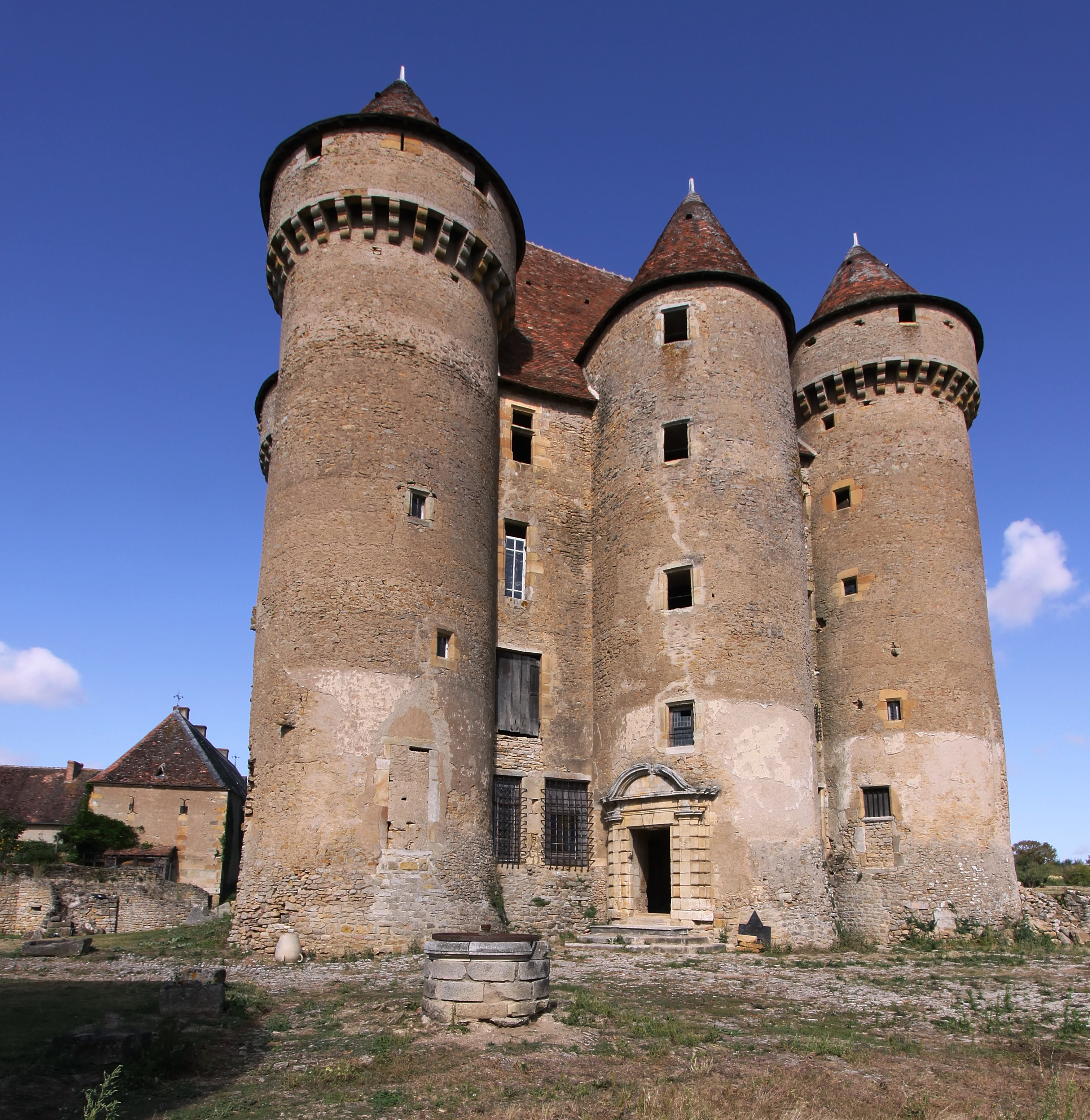
Южный фасад замка Сарзе с лестничной башней
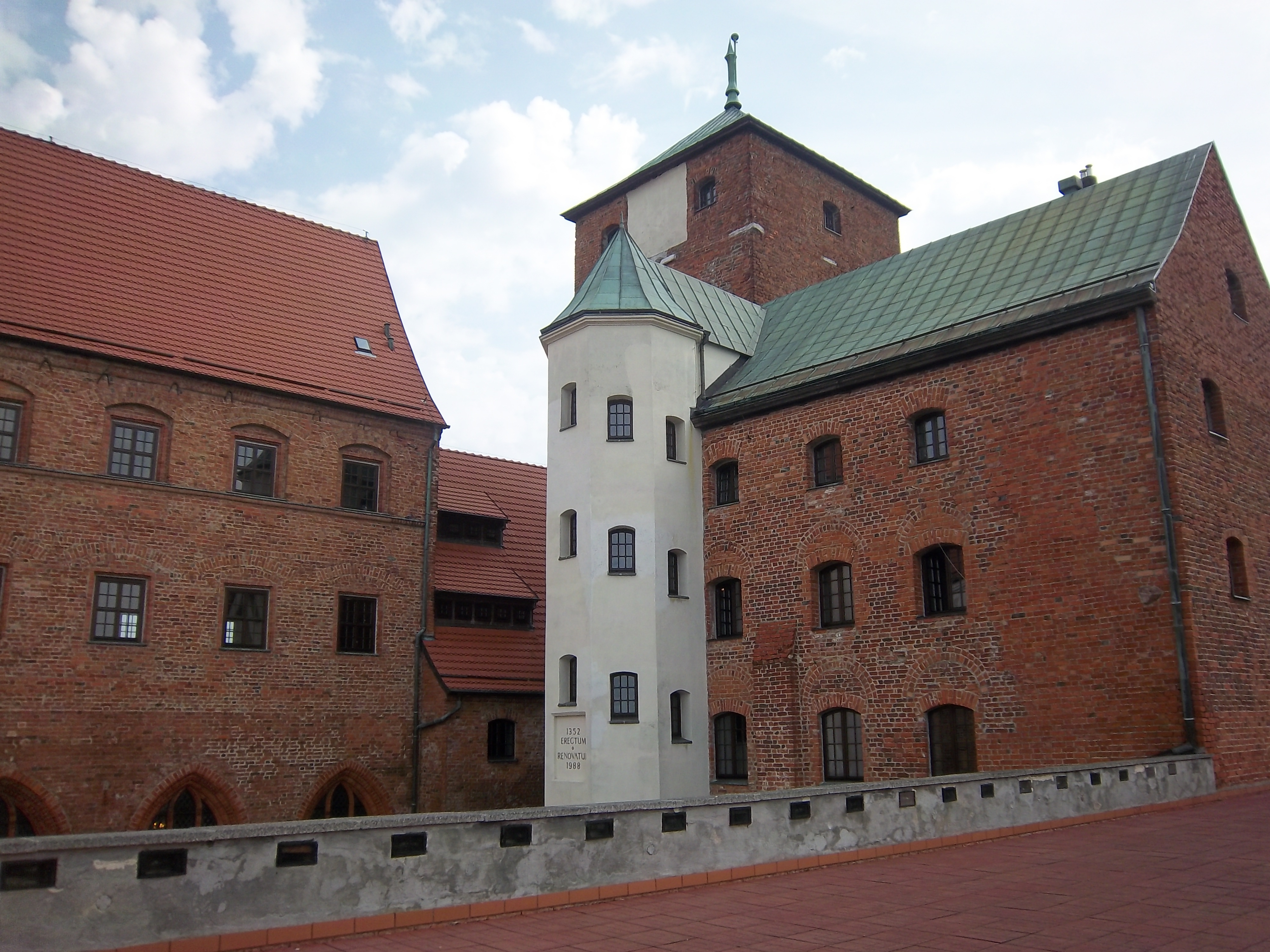
Лестничная башня замка Рюгенвальде
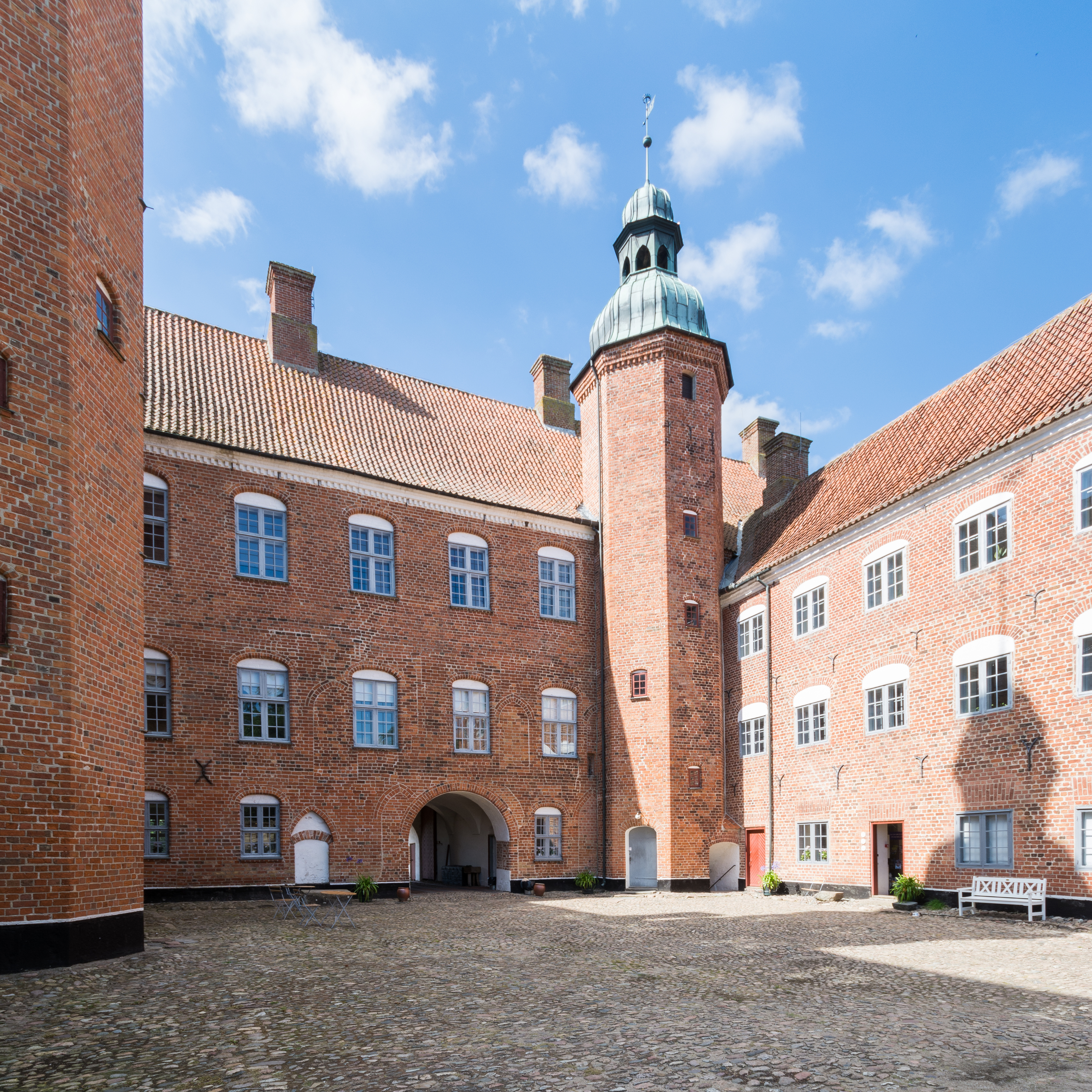
Лестничная башня замка Гаммель Эструп